# Tsuyoshi Tsutsumi
Pour les articles homonymes, voir Tsutsumi.
Tsuyoshi Tsutsumi (堤 剛, Tsutsumi Tsuyoshi), né le 28 juillet 1942 à Tokyo, est un violoncelliste japonais. 

## Biographie
Il commence à étudier la musique auprès de Hideo Saito, fondateur du conservatoire de Tokyo.
Tsutsumi fait ses débuts de violoncelliste à l'âge de 12 ans avec l'Orchestre philharmonique de Tokyo puis effectue sa première tournée de concerts en tant que soliste en Inde et en Europe à 18 ans. Il bénéficie d'une bourse Fulbright pour aller étudier à l'Université de l'Indiana auprès de János Starker.
Ses interprétations de concerts l'ont conduit dans le monde entier avec les orchestres les plus importants (Orchestre philharmonique de Radio France, Berlin Radio Symphony, Orchestre de chambre des Pays-Bas (en), les orchestres philharmoniques de Rotterdam, Londres, Chicago, Indianapolis, Toronto et Vancouver etc.) et il a participé à de nombreux festivals comme ceux d'Algoma, Banff, Guelph Spring, Ontario Place, Stradtford et Ravinia.
Il a joué sous la direction des maîtres les plus prestigieux comme S. Ozawa, G. Sinopoli et M. Rostropovich.
Il a travaillé avec les universités de Western Ontario et Illinois. Il est professeur à l'Université d'Indiana depuis 1988.
Il est très populaire auprès des étudiants de violoncelle du monde entier car il joue sur la plupart des fameux CD Suzuki qui accompagnent les manuels pratiques de violoncelle de cette société. Le style et la tonalité qu'il exprime dans ces enregistrements inspirent des milliers d'élèves tous les jours lorsqu'ils pratiquent en sa compagnie.
Parmi les nombreuses distinctions reçues, il est lauréat en 1970 du prix Suntory pour sa contribution au monde de la musique.
En novembre 2009, il est décoré de la médaille d'honneur avec ruban pourpre par le gouvernement japonais.

## Source de la traduction
- (en) Cet article est partiellement ou en totalité issu de l’article de Wikipédia en anglais intitulé « Tsuyoshi Tsutsumi » (voir la liste des auteurs).